# هيلدا روبرتس
هيلدا روبرتس (بالإنجليزية: Hilda Roberts)‏ هي رسامة أيرلندية، ولدت في 1901، وتوفيت في 1982 في دبلن في جمهورية أيرلندا.

## وصلات خارجية
- هيلدا روبرتس على موقع أوليمبيديا (الإنجليزية)